# آر. ر. رينو
آر. ر. رينو (بالإنجليزية: R. R. Reno)‏ هو عالم عقيدة أمريكي، ولد في 1959 في بالتيمور في الولايات المتحدة.